# Saionji Kinna
Saionji Kinna (西園寺 公名,さいおんじ きんな, 1410 - 1468) foi um nobre estadista e um monge que viveu do inicio até meados do Período Muromachi. Filho de Saionji Sanenaga, sua posição oficial no final da carreira era Shōichii (funcionário da corte de primeiro escalão senior), ocupou os cargos de Naidaijin e Daijō Daijin.

## Biografia
Em 17 de janeiro de 1421, aos 11 anos, entra para a corte imperial, durante o durante o reinado do imperador Shoko, tornando-se sangi. Em 1438 já durante o reinado do imperador Go-Hanazono foi nomeado Naidaijin cargo que ocupa até 1441, em 14 de junho de 1450 é promovido a Juichii (funcionário da corte de primeiro escalão junior). Em 1455 é nomeado Daijō Daijin cargo que ocupa até 1457. Em 25 de setembro de 1455 torna-se monge passando a adotar o nome budista Eizon e o seu dogo (pseudônimo) era Kikuen. Veio a falecer em 1468.

## Sobre as revoltas em Quioto em 1441
Saionji Kinna, escreveu em seu diário chamado Kankenki, no sétimo dia do nono mês de 1441: A revolta camponesa começou com a demanda por um tokusei. Agora bloquearam ossete portões da capital. Não há mais nada à venda, e a capital está fadada a morrer de fome. Uma situação indescritível. 
Essa revolta ocorreu logo depois do Shogunato promover uma nova taxação. O novo shogun, Ashikaga Yoshikatsu, um menino de sete anos, não poderia esperar que organizasse defesas que poderiam impedir que rebeldes camponeses invadissem a capital. O deputado shogunal, Hosokawa Michiyuki, também se absteve de agir, provavelmente porque estava esperando o exército retornar da Província de Harima.  Enquanto isso, camponeses cercavam a cidade e até alguns bandos entraram na cidade, incinerando indiscriminadamente edifícios. Seguindo o exemplo daqueles que ocuparam o templo Toji em Osaka, outras bandos capturaram templos e ameaçaram queimar a menos que o xogunato lhes concedesse um tokusei. Era irônico que esses homens usassem força bruta para obter um tokusei, um termo que literalmente significa "governo virtuosoa".